# Małgorzata Breś
Małgorzata Breś, po mężu Nogala (ur. 31 grudnia 1959 w Lublinie) – florecistka, uczestniczka letnich igrzysk olimpijskich w Seulu 1988.

Wielokrotna mistrzyni (3) oraz wicemistrzyni (2) Polski we florecie w drużynie. Indywidualnie w roku 1985 została wicemistrzynią Polski.
Była zawodniczką kolejno Energetyka Lublin, Marymontu Warszawa i AZS-AWF Warszawa.